# جولیو میلیاچیو
جولیو میلیاچیو (انگلیسی: Giulio Migliaccio؛ زادهٔ ۲۳ ژوئن ۱۹۸۱) بازیکن فوتبال اهل ایتالیا است.
از باشگاه‌هایی که در آن بازی کرده‌است می‌توان به باشگاه فوتبال فیورنتینا، باشگاه فوتبال باری، باشگاه فوتبال آتالانتا، باشگاه فوتبال پالرمو، و باشگاه فوتبال ترنانا اشاره کرد.
وی همچنین در تیم ملی فوتبال زیر ۲۰ سال ایتالیا بازی کرده‌است.